# Mistrzostwa Afryki U-20 w Rugby Union Mężczyzn 2021
Mistrzostwa Afryki U-20 w Rugby Union Mężczyzn 2021 – czwarte mistrzostwa Afryki U-20 w rugby union mężczyzn, oficjalne międzynarodowe zawody rugby union o zasięgu kontynentalnym organizowane przez Rugby Africa mające na celu wyłonienie najlepszej w Afryce męskiej reprezentacji narodowej złożonej z zawodników do lat dwudziestu. Odbyły się w formie turnieju rozegranego w Nairobi w dniach 26 czerwca – 11 lipca 2021 roku. W walce o tytuł mistrzowski wzięły udział trzy zespoły.
Kenya Rugby Union w styczniu 2020 roku otrzymał prawa do organizacji zawodów na trzy kolejne edycje. W związku z pandemią COVID-19 nie odbyły się one w roku 2020, kolejna edycja została zaś zaplanowana do przeprowadzenia w czterozespołowej obsadzie na przełomie czerwca i lipca 2021 roku na Nyayo National Stadium. Tuż przed zawodami wycofała się reprezentacja Namibii, a zostały one rozegrane bez udziału publiczności.
W turnieju triumfowali gospodarze zwyciężając w obu swoich meczach, a najwięcej punktów w turnieju zdobył Matoka Matoka.

## Mecze
| 26 czerwca 202116:00 | Kenia U-20 | 50:3 | Senegal U-20 | Nyayo National Stadium, Nairobi |
| 26 czerwca 202116:00 |            | 50:3 |              | Nyayo National Stadium, Nairobi |

| 3 lipca 202113:30 | Senegal U-20 | 3:34 | Madagaskar U-20 | Nyayo National Stadium, Nairobi |
| 3 lipca 202113:30 |              | 3:34 |                 | Nyayo National Stadium, Nairobi |

| 11 lipca 202113:30 | Kenia U-20 | 21:20 | Madagaskar U-20 | Nyayo National Stadium, Nairobi |
| 11 lipca 202113:30 |            | 21:20 |                 | Nyayo National Stadium, Nairobi |